# آکشی کومار
آکشی کومار (به هندی: अक्षय कुमार) (زاده ۹ سپتامبر ۱۹۶۷ راجیو هاری اوم باتیا) که در ایران با نام آکشی کومار معروف است. او یکی از پرکارترین و بزرگ‌ترین بازیگران هندی بالیوود است. فوربس کومار را در فهرست پردرآمدترین افراد مشهور و پردرآمدترین بازیگران جهان از سال ۲۰۱۵ تا ۲۰۲۰ قرار داد . بین سال‌های ۲۰۱۹ و ۲۰۲۰، او تنها هندی در هر دو فهرست بود. او در سال ۲۰۰۹ جایزه پادما شری را از دولت هند دریافت کرد. او به پادشاه ژانرها معروف بوده و در بیش از ۱۳۲ فیلم و ۱۵ برنامه تلویزیونی نقش داشته‌است. او بیشترین دنبال کننده را در رسانه های اجتماعی از جمله فیس بوک توییتر و اینستاگرام در بین بازیگران هند دارد. حالات چهره و سبک طنز از فیلم های کمدی او ، در رسانه های اجتماعی بسیار محبوب هستند. در رسانه های هندی به دلیل انجام خیلی از بدلکاری های خطرناک توسط خودش و همچنین به دلیل مجموعه فیلم های بازیکن ، او را «خیلادی» می نامند.

## زندگی اولیه و زمینه
آکشی کومار در امریتسار پنجاب زاده شد. پدر او یک افسر ارتش بود و مادرش آرونا بهاتیا نام داشت. از دورانی که بسیار جوان بود، به عنوان یک اجراکننده شناخته شده بود؛ به خصوص به عنوان یک رقصنده. او پیش از اینکه به بمبئی برود، درچانی چوک دهلی بزرگ شد. دربمبئی، او در کلیوادا که یکی از مناطق تحت تسلط پنجاب بود زندگی می‌کرد. او در مدرسه دان بسکووسپس کالج گوروناناک خالسای بمبئیا درس خواند. پس از گرفتن کمربند سیاه تکواندو در هند، یک دوره هنرهای رزمی را در بانکوک تایلند گذراند، درآنجا موای‌تای(Muay Tha) آموخت و به عنوان آشپز و پیش‌خدمت شروع به کار کرد. سپس به بمبئی بازگشت و آموزش هنرهای رزمی را آغاز کرد. یکی از شاگردانش که عکاس بود به او پیشنهاد مدل شدن داد. شاگردش به او یک کار مدلینگ در یک شرکت کوچک داد. او برای دو ساعت جلوی دوربین ژست گرفت. به دلیل حقوق بهتر، او مدل بودن را انتخاب کرد. یک روز صبح او پرواز خودش را برای یک آگهی در بنگلور از دست داد. ناامید شده از خودش، طبق عادت همیشگی به همراه نمونه کارهایش دور چند استودیوی مختلف چرخید و خوشبختانه عصر همان روز او برای نقش اصلی فیلم دیدار انتخاب شد.

## زندگی حرفه‌ای
آکشی کومار معمولاً در فیلم‌های رزمی و ماجراجویانه و اخیراً در  فیلم‌های کمدی به بازی پرداخته‌است. او از سال ۱۹۹۰ تاکنون در بیش از ۱۰۰ فیلم ایفای نقش کرده‌است. اولین فیلمی که در نقش اول بازی می‌کرد فیلم سوگند نام دارد که در سال ۱۹۹۱ ساخته شده‌است. آخرین فیلم او که در سال ۲۰۱۲ به روی پردهٔ سینماها رفت رودی راتهور نام دارد که بعد از گذشتن هفت سال اکشی کمار بار دیگر در نقشی اکشن در این فیلم ظاهر شده‌است. او تا حالا چندین بار برای جایزهٔ فیلم فیر کاندید شده‌است و دو بار موفق به کسب این جایزه شده. او در بیشتر فیلم‌هایش، نقش‌های بدلکارانه را خودش ایفا می‌کند و به همین علت به جکی چان هند شهرت دارد. او بیشترین فیلم موفق را بعد از امیتاب باچان دارا است؛ که (از سال ۲۰۰۰ تا به حال فیلم‌های موفق بسیار زیادی در ژانرها مختلف بازی کرده‌است) او اولین نفر در هند بود که باشگاه ۱۰۰۰، ۲۰۰۰ و ۳۰۰۰ کرور را فتح کرده‌است و نزدیک ۴۰۰۰ کرور است. اویکی از بزرگ‌ترین بازیگران هندوستان است و به نام پادشاه همهٔ ژانرها معروف است.

## زندگی شخصی
او ابتدا با آیشا جوبکار رابطه صمیمانه‌ای برقرار کرد و مدت کوتاهی بعد از جدایی از او با پوجا باترا دختر کارگردان و تهیه‌کننده که به تازگی لقب دختر شایسته هند را کسب کرده بود آشنا شد و آن‌ها تصمیم به ازدواج گرفته‌اند. این رابطه نیز مدت زیادی طول نکشید و آکشی چند وقت بعد از جدایی از پوجا باترا با راوینا تاندون آشنا شد. اما عاشق کاترینا کایف بوئ ولی به این دلیل که زن سلمان خان یعنی دوستش بود هیچی نگفت -رابطه آن‌ها بسیار صمیمانه بود و خیلی زود با یکدیگر نامزد شدند نامزدی آن‌ها سه سال به طول انجامید و بعد از این مدت به‌طور ناگهانی از یکدیگر جدا شدند. فاصله جدایی آکشی از راوینا تا آشنایی و ارتباطش با شیلپا شتی بسیار کوتاه بود اما آن طور که به نظر می‌رسید آن‌ها به شدت عاشق یکدیگر بودند و این بار تصمیم آکشی قطعی به نظر می‌رسید اما در کنار ناباوری و زمانی که همه در انتظار خبر ازدواج آن دو بودند بعد از این فیلم ترکن در سال ۲۰۰۰ آکشی و شیلپا از هم جدا شدند؛ و آکشی بالاخره در هفدهم ژانویه سال ۲۰۰۱ با تونیکل خانا ازدواج کرد. تونیکل خانا دختر بزرگ دیمپل کاپادیا و راجش خاناست که در چهاردهم اکتبر۱۹۷۰ زاده شد و با فیلم بارسات در کنار بابی دئول به سینما آمد. وی در مدت کوتاهی کنار بازیگران مطرحی چون شاهرخ خان، سلمان خان، امیرخان و سیفعلی خان قرار گرفت. پسر آن‌ها به نام «آراو» در سپتامبر
۲۰۰۲ و دختر آن‌ها «نیتارا» در ۲۵ سپتامبر۲۰۱۲ زاده شدند.
اکشی با ترکیبی از کیک بوکسینگ، شنا، بسکتبال و همچنین کار کردن خودش را روی فرم نگه می‌دارد.
در سال۲۰۰۴، او افتخار جایزهٔ راجیوگاندی را برای موفقیت برجسته در بالیوود گرفت. در سال ۲۰۰۸، از دانشگاه ویندسور در انتاریوی کانادا، دکترای افتخاری قانون را به دلیل کار برجسته در صنعت فیلم و کمک به کار اجتماعی دریافت کرد. در همان سال به عنوان جذاب‌ترین مرد زنده از دید مجله people در هند شناخته شد. سال بعد بالاترین افتخار ژاپن «کاتانا» و یک کمربند سیاه درجه شش در Kuyukai Gōjū-ryū کاراته دریافت کرد. او یکی از پانزده چهرهٔ بین‌المللی شناخته شده و دعوت شده برای بازی‌های المپیک اجتماع حامل مشعل به کانادا بود.

## برخی جوایز
- جوایز آسیایی: برندهٔ جایزهٔ موفقیت برجسته در سینما در سال ۲۰۱۱
- جوایز فیلم آسیا: نامزد بهترین بازیگر مرد برای فیلم سینگ ایزکینگ(Singh Is Kinng) در سال ۲۰۰۹
- فیلم فیر:
- نامزد بهترین بازیگر در سال ۱۹۹۵برای فیلم یه دیلاگی(Yeh Dillagi)
- نامزد بهترین بازیگر نقش مکمل در سال ۱۹۹۸ برای فیلم دل توپاگل هی(Dil To Pagal Hai)
- بهترین اجرا در نقش منفی در سال ۲۰۰۲ برای فیلم اجنبی(Ajnabee)
- نامزد بهترین بازیگر نقش مکمل در سال ۲۰۰۵ برای فیلم خاکی(Khakee)
- نامزد بهترین بازیگر نقش مکمل در سال ۲۰۰۵ برای فیلم موجسه شادی کاروگی(Mujhse Shaadi Karogi)
- نامزد ب هترینن  اجرا در نقش کمدی در سال ۲۰۰۵ برای فیلم موجسه شادی کاروگی
- بهترین اجرا در نقش کمدی در سال ۲۰۰۶ برای فیلم گرم مسلا(Garam Masala)
- نامزد بهترین بازیگر در سال ۲۰۰۸ برای فیلم نمسته لندن(Namastey London)
- نامزد بهترین بازیگر در سال ۲۰۰۹ برای فیلم سینگ ایزکینگ
- نامزد بهترین بازیگر نقش مکمل در سال ۲۰۱۳ برای فیلم اوام جی!:اوه مای گاد! (OMG: Oh My God!)
- اسکرین اواردز:
- نامزد بهترین بازیگر نقش مکمل در سال ۲۰۰۵ برای فیلم موجسه شادی کاروگی
- نامزد بهترین زوج در سال ۲۰۰۵
- بهترین کمدین در سال ۲۰۰۶ برای گرم مسلا
- بهترین بازیگر محبوب برای سینگ ایزکینگ
- نامزد بهترین بازیگر برای سینگ ایزکینگ
- آیفا(IIFA)اواردز:
- نامزد بهترین بازیگر در سال ۲۰۰۲ برای فیلم دادکان(Dhadkan)
- بهترین بازیگر منفی در سال ۲۰۰۲ برای فیلم اجنبی
- بهترین کمدین در سال ۲۰۰۵ برای فیلم موجسه شادی کاروگی
- نامزد بهترین کمدین در سال ۲۰۰۶ برای گرم مسلا
- نامزد بهترین بازیگر در سال ۲۰۰۸ برای فیلم بهول بهولیا(Bhool Bhulaiyaa)
- برنده جایزه ویژه از طرف کشور میزبان، تایلند در سال ۲۰۰۸
- نامزد ستارهٔ مرد دهه در سال ۲۰۰۹
- نامزد بهترین بازیگر نقش مکمل در سال ۲۰۱۳برای فیلم اوام جی!:اوه مای گاد!
- بالیوودمووی اواردز:
- بهترین بازیگر در سال ۲۰۰۱ برای فیلم هراپری(Hera Pheri)
- بهترین بازیگر در سال ۲۰۰۳ برای فیلم آواراپاگل دیوانا(Awara Paagal Deewana)
- بهترین بازیگر در سال ۲۰۰۶ برای فیلم پیرهراپری(Phir Hera Pheri)
- گلوبال ایندین فیلم اواردز:
- بهترین بازیگر نقش مکمل در سال ۲۰۰۵برای فیلم موجسه شادی کاروگی
- زی سینه اواردز:
- نامزد بهترین بازیگر نقش مکمل در سال ۲۰۰۵برای فیلم موجسه شادی کاروگی
- نامزد بهترین بازیگر در سال ۲۰۰۶برای فیلم وقت:دریس اجینست تایم(Waqt: The Race Against Time)
- نامزد بهترین بازیگر در سال ۲۰۰۸برای فیلم نمسته لندن
- نامزد بهترین بازیگر در سال ۲۰۱۱برای فیلم هوس فول(Housefull)
- نامزد چهرهٔ بین‌المللی مرد در سال ۲۰۱۲
- نامزد جایزه بهترین بازیگر در سال ۲۰۱۳ برای فیلم استثنایی ۲۶
- بهترین بازیگر ۲۰۱۴ برای فیلم تعطیلات
- بهترین بازیگر۲۰۱۵ برای فیلم جبار برگشته
- دریافت جایزه Awaders در سال ۲۰۱۶
- بهترین بازیگر۲۰۱۸ برای فیلم جولی ال بی ۲
- نامزد دریافت جایزه۲۰۱۸ برای فیلم توالت

## فیلم‌شناسی
| سال  | نام فیلم                             | نقش                           | ‌بازیگرنقش‌‌‍‍‍‍‌‍‌‌مقابل                                           | افتخارات                                                                                              |
| ---- | ------------------------------------ | ----------------------------- | -------------------------------------------------------- | --- |
| ۱۹۹۱ | سوگند                                | شیوا                          | شانتی پریا                                               | |
| ۱۹۹۱ | رقاص                                 | راجا                          | موهینی                                                   | |
| ۱۹۹۲ | آقای باند                            | آقای باند                     | شبا آکاشدپ                                               | |
| ۱۹۹۲ | بازیکن                               | راج ملهوترا                   | عایشا جولکا                                              | |
| ۱۹۹۲ | دیدار                                | آناندملهوترا                  | کاریشما کاپور                                            | ‌‌‌‌ |
| ۱۹۹۳ | آشانت                                | ویجی                          | مامتا کولکارنی                                           | |
| ۱۹۹۳ | بازی دل                              | ویجی                          | عایشا جولکا                                              | |
| ۱۹۹۳ | قانون و مقررات                       | داد                           | آشوینی بیهیو                                             | |
| ۱۹۹۳ | وقت همراهیه                          | ویکاس سابکوچوالا              | عایشا جولکامامتا کولکارنی                                | |
| ۱۹۹۳ | سرباز                                | سورج دات                      | آشوینی بیهیو                                             | |
| ۱۹۹۴ | اعلان                                | ویشال چودری                   | مادهو                                                    | |
| ۱۹۹۴ | این نور جادویی قلب                   | ویجی سیگال                    | کاجول                                                    | نامزد جایزه فیلم فیر برای بهترین بازیگر مرد                                                           |
| ۱۹۹۴ | جی کیشن                              | جی/کیشن                       | عایشا جولکا                                              | |
| ۱۹۹۴ | مهره                                 | امرساکسنا                     | راوینا تاندون                                            | |
| ۱۹۹۴ | من بازیکن، تو بی‌تجربه                | کاران جوگلکار                 | شیلپا شتیراگشواری                                        | |
| ۱۹۹۴ | آس بر آس                             | راجیو                         | شانتی پریا                                               | |
| ۱۹۹۴ | امانت                                | امر                           |                                                          | |
| ۱۹۹۴ | شوهر                                 | راج                           | ناگماکاریشما کاپور                                       | |
| ۱۹۹۴ | دل زخمی                              | جیدو آناند                    | آشوینی بیهیو                                             | |
| ۱۹۹۴ | ظالم                                 | راوی                          | مادهو                                                    | |
| ۱۹۹۴ | ما بی‌نظیریم                          | ویجی سینها                    | مادهوشلیپا شیرودکار                                      | |
| ۱۹۹۵ | مسبب                                 | ویجی کومار                    | ناندینی                                                  | |
| ۱۹۹۵ | میدان جنگ                            | کاران                         | کاریشما کاپور                                            | |
| ۱۹۹۵ | بزرگترین بازیکن                      | ویجی کومار/لالو               | مامتا کولکارنی                                           | |
| ۱۹۹۵ | شاهد دروغگو                          | جی کومار                      | فرحن                                                     | |
| ۱۹۹۶ | تو دزد هستی، من پلیس هستم            | امر ورما                      | تابوپاریتابها سینها                                      | |
| ۱۹۹۶ | بازیکنی از بازیکنان                  | اکشی ملهوترا                  | راوینا تاندونرخا                                         | |
| ۱۹۹۶ | پسرشایسته                            | پرم                           | کاریشما کاپورسونالی بندره                                | |
| ۱۹۹۷ | خون دو رنگ دارد                      | سیکندردوی                     | کاریشما کاپور                                            | |
| ۱۹۹۷ | انصاف                                | ویکرام                        | شیلپا شتی                                                | |
| ۱۹۹۷ | ادعا                                 | آرجون                         | راوینا تاندون                                            | |
| ۱۹۹۷ | ترازو                                | رام یاداو                     | سونالی بندره                                             | |
| ۱۹۹۷ | آقا و خانم بازیکن                    | راجا                          | جوهی چاولا                                               | |
| ۱۹۹۷ | دل دیوانه است                        | آجی                           | مادهوری دیکشیتکاریشما کاپور                              | نامزد جایزه فیلم فیر برای بهترین بازیگر نقش مکمل مرد                                                  |
| ۱۹۹۷ | افلاطون                              | راکی/راجا                     | اورمیلا ماتوندکار                                        | |
| ۱۹۹۸ | قیمت-آنها بازگشته‌اند                 | دو                            | راوینا تاندونسونالی بندره                                | |
| ۱۹۹۸ | شعله‌های آتش                          | امر                           | پوجا بات                                                 | |
| ۱۹۹۸ | باروت                                | جی شرما                       | راوینا تاندون                                            | |
| ۱۹۹۹ | آرزو                                 | ویجی کانا                     | مادهوری دیکشیت                                           | |
| ۱۹۹۹ | بازیکن بین‌المللی                     | راهول دوراج'                  | توینکل خانا                                              | |
| ۱۹۹۹ | ظلمی                                 | راج                           | توینکل خانا                                              | |
| ۱۹۹۹ | ستیز                                 | پروفسورامن ورما               | پریتی زینتا                                              | |
| ۱۹۹۹ | جانور                                | بادشاه/بابولوهر               | کاریشما کاپورشیلپا شتی                                   | |
| ۲۰۰۰ | سه نخاله                             | راجو                          | نامراتا شیرودکار                                         | |
| ۲۰۰۰ | تپش قلب                              | رام                           | شیلپا شتیماهیما چودری                                    | |
| ۲۰۰۰ | بازیکن ۴۲۰                           | دوکومار/آناندکومار            | ماهیما چودری                                             | |
| ۲۰۰۱ | یک رابطه:زنجیرعشق                    | آجی کاپور                     | کاریشما کاپورجوهی چاولا                                  | |
| ۲۰۰۱ | اجنبی                                | ویکرام باجاج                  | کارینا کاپوربیپاشا باسو                                  | برنده جایزه فیلم فیر برای بهترین شرور                                                                 |
| ۲۰۰۲ | بله من به خوبی عاشق بودم             | راج ملهوترا                   | کاریشما کاپور                                            | |
| ۲۰۰۲ | چشم‌ها                                | ویشواس پراجاپتی               | سوشمیتا سنبیپاشا باسوکاشمیرا شاه                         | |
| ۲۰۰۲ | آواره مجنون دیوانه                   | گوروگلاب کاتری                | پریتی جانگیانیآرتی چهابریاآمریتا ارورا                   | |
| ۲۰۰۲ | دشمن بزرگ                            | آتول                          | مانیشا کویرالا                                           | |
| ۲۰۰۳ | تلاش: جستجو آغاز می‌شود               | آرجون                         | کارینا کاپورپوجا باترا                                   | |
| ۲۰۰۳ | انداز                                | راج                           | پریانکا چوپرالارا دوتا                                   | |
| ۲۰۰۴ | خاکی                                 | شکرورما                       | آیشواریا رایلارا دوتا                                    | نامزد جایزه فیلم فیر برای بهترین بازگر نقش مکمل مرد                                                   |
| ۲۰۰۴ | نیروی پلیس:یک داستان درونی           | ویجی سینگ                     | راوینا تاندون                                            | |
| ۲۰۰۴ | آن:مردان وظیفه‌شناس                   | هری ام پتنیاک                 | راوینا تاندونلارا دوتاپریتی جانگیانی                     | |
| ۲۰۰۴ | به همسرم جواب نده                    | آجی                           | سری دوی                                                  | پخش ده سال پس از تولید                                                                                |
| ۲۰۰۴ | بامن ازدواج می‌کنی؟                   | آرون کانا/سانی                | پریانکا چوپرا                                            | نامزد جایزه فیلم فیر برای بهترین بازیگرنقش مکمل مرد-نامزد جایزه فیلم فیر برای بهترین اجرا در نقش کمدی |
| ۲۰۰۴ | اعتراض                               | راج ملهوترا                   | کارینا کاپورپریانکا چوپرا                                | |
| ۲۰۰۴ | قتل                                  | راوی لال                      | وارشا اوسگااونکار                                        | |
| ۲۰۰۴ | تو متعلق به وطنی و وطن متعلق به توست | سرگردراجیو                    | سندالی سینهاناگماآرتی چهابریا                            | |
| ۲۰۰۵ | بی‌وفا                                | راجا                          | کارینا کاپورسوشمیتا سن                                   | |
| ۲۰۰۵ | وقت:مسابقه با زمان                   | آدیتیاتاکور                   | پریانکا چوپراشفالی شاه                                   | |
| ۲۰۰۵ | انسان                                | امجد                          | ایشا دئوللارا دوتا                                       | |
| ۲۰۰۵ | ادویه تند                            | مکراند"مک"دشپانده             | ریمی سننیها دوپیا                                        | برنده جایزه فیلم فیر برای بهترین اجرا در نقش کمدی                                                     |
| ۲۰۰۵ | عاشقان دیوانه می‌شوند                 | راکی هیرانادانی               | ریمی سن                                                  | |
| ۲۰۰۵ | دوستی: دوستان همیشگی                 | راج ملهوترا                   | کارینا کاپورلارا دوتاجوهی چاولاکاریشما تانا              | |
| ۲۰۰۶ | خانواده:رشته‌های خون                  | شکرباتیا                      | بومیکا چاولا                                             | |
| ۲۰۰۶ | شریک زندگی من                        | ویکی                          | کاریشما کاپورآمیشا پاتل                                  | |
| ۲۰۰۶ | کلک در کلک                           | راجو                          | بیپاشا باسوریمی سندیا میرزا                              | |
| ۲۰۰۶ | با عشق ازدواج کن                     | آدیتیاملهوترا                 | کاترینا کایف                                             | |
| ۲۰۰۶ | جان من                               | آگاستیارائو                   | پریتی زینتا                                              | |
| ۲۰۰۶ | بدو بدو                              | بانتی                         | ریمی سنلارا دوتا                                         | |
| ۲۰۰۷ | سلام لندن                            | آرجون سینگ                    | کاترینا کایف                                             | نامزد جایزه فیلم فیر برای بهترین بازیگر مرد                                                           |
| ۲۰۰۷ | سلام کوچولو                          | آروش مهرا                     | ویدیا بالانآرتی چهابریا                                  | |
| ۲۰۰۷ | هزارتو                               | دکترآدیتیا شریواستا           | آمیشا پاتلویدیا بالان                                    | |
| ۲۰۰۷ | خوش آمدید                            | راجیوساینی                    | کاترینا کایفمالیکا شراوات                                | |
| ۲۰۰۸ | بازی                                 | باچان پاندی                   | کارینا کاپور                                             | |
| ۲۰۰۸ | سینگ شاه است                         | هپی سینگ                      | کاترینا کایفنیها دوپیا                                   | نامزد جایزه فیلم فیر برای بهترین بازیگر مرد                                                           |
| ۲۰۰۸ | جامبو                                | جامبو (صدا)                   | لارا دوتا                                                | |
| ۲۰۰۹ | از چاندی چوک به چین                  | سیدهو شرما                    | دیپیکا پادوکونه                                          | |
| ۲۰۰۹ | تصویر ۸×۱۰                           | جی پوری/جیت پوری              | آیشا تاکیا                                               | |
| ۲۰۰۹ | عشق لعنتی                            | ویراج شرگیل                   | کارینا کاپور                                             | |
| ۲۰۰۹ | آبی                                  | آراو ملهوترا                  | لارا دوتاکاترینا کایف                                    | |
| ۲۰۰۹ | ضربه چپ و راست                       | نیتین بنکر                    | کاترینا کایفنیها دوپیا                                   | |
| ۲۰۱۰ | خانه شلوغ                            | آروش                          | دیپیکا پادوکونهلارا دوتا                                 | |
| ۲۰۱۰ | ترش و شیرین                          | ساچین تیچکوله                 | تریشااورواشی شارماکاینات ارورا                           | |
| ۲۰۱۰ | تکرار زندگی                          | کیشن کومار                    | آیشواریا رای                                             | |
| ۲۰۱۰ | تیز مارخان                           | تبریز میرزاخان/تیزمارخان      | کاترینا کایف                                             | |
| ۲۰۱۱ | خانه پاتیالا                         | پارگات سینگ کالون/ گاتو/ کالی | دیمپل کاپادیا                                            | |
| ۲۰۱۱ | متشکرم                               | کیشن                          | سونام کاپورریمی سنمالیکا شراواتویدیا بالان               | |
| ۲۰۱۱ | پسران هندی                           | جیگنش پاتل /جری/روکو          | دیپیکا پادوکونهچیترانگادا سینگ                           | |
| ۲۰۱۱ | به سوی دهلی                          | ویکرام راتور                  | لارا دوتا                                                | |
| ۲۰۱۲ | خانه شلوغ ۲                          | جولی/سانی                     | آسینژاکلین فرناندز                                       | |
| ۲۰۱۲ | منو عصبانی نکن                       | ویکرام راتهوره/شیوا           | سوناکشی سینها                                            | |
| ۲۰۱۲ | بذله‌گو                               | راجکومار/آگاستیا              | سوناکشی سینها                                            | |
| ۲۰۱۲ | اوه خدای من!                         | لردکریشنا                     | تیسکا چوپرا                                              | نامزد جایزه فیلم فیر برای بهترین بازیگر نقش مکمل مرد                                                  |
| ۲۰۱۲ | بازیکن ۷۸۶                           | بهاترسینگ/تهاترسینگ           | آسین                                                     | |
| ۲۰۱۳ | استثنایی ۲۶                          | آجی سینگ/آجو                  | کجال آگاروالدیویا دوتا                                   | |
| ۲۰۱۳ | رئیس                                 | رئیس                          | ادیتی رائو حیدری                                         | |
| ۲۰۱۴ | تعطیلات                              | کاپیتان ویرات                 | سوناکشی سینها                                            | نامزد جایزه فیلم فیر برای بهترین بازیگر مرد                                                           |
| ۲۰۱۴ | سرگرمی                               | آخیل پانالال                  | تمنا باتیا                                               | |
| ۲۰۱۴ | علاقه‌مندان                           | خودش                          |                                                          | |
| ۲۰۱۵ | روزی روزگاری در بمبئی دوباره!        | شعیب خان                      | سوناکشی سینها                                            | |
| ۲۰۱۵ | سینگ بله می‌گوید                      | رافتار سینگ                   | لارا دوتا                                                | |
| ۲۰۱۵ | جبار برگشته                          | جبار                          | کارینا کاپور                                             | |
| ۲۰۱۵ | برادران                              | إبی فرناندز                   |                                                          | |
| ۲۰۱۵ | نوزاد                                | ایجی سینگ                     | تاپسی پانو                                               | |
| ۲۰۱۶ | پل هوایی                             | رانجیت                        | نیمرات کور                                               | |
| ۲۰۱۶ | خانه شلوغ ۳                          | سندی                          | ژاکلین فرناندزنرگس فخریلیسا هایدون                       | |
| ۲۰۱۶ | رستم                                 | رستم پاوری                    | ایلینیا دی‌کروز                                           | |
| ۲۰۱۷ | جوانی وکیل مدافع ۲                   | جولی میشرا                    | هما قریشی                                                | |
| ۲۰۱۷ | نام من شبانا                         | آجی                           | تاپسی پانومادهوریما تولی                                 | |
| ۲۰۱۷ | توالت: یک داستان عاشقانه             | کشاو                          | بومی پدنکار                                              | نامزد جایزه فیلم فیر برای بهترین بازیگر مرد                                                           |
| ۲۰۱۸ | مرد بهداشت                           | لاشمیکانت چاوهان              | اورمیلا ماهانتارادیکا آپته                               | نامزد جایزه فیلم فیر برای بهترین بازیگر مرد                                                           |
| ۲۰۱۸ | طلا                                  | تاپان داس                     |                                                          | |
| ۲۰۱۸ | ۲٫۰                                  | دکتر ریچارد                   | ایمی جکسون                                               | |
| ۲۰۱۹ | زعفرانی                              | ایشار سینگ                    | پرینیتی چوپرا                                            | نامزد جایزه فیلم فیر برای بهترین بازیگر مرد                                                           |
| ۲۰۱۹ | خبر خوب                              | وارون باترا                   | کارینا کاپورکیارا ادوانی                                 | |
| ۲۰۱۹ | خانه شلوغ ۴                          | راجکومار بالا دو سینگ         | کریتی سانونپوجا هگدهکریتی کارباندا                       | |
| ۲۰۱۹ | عملیات مریخ                          | راکیش داوان                   | ویدیا بالانسوناکشی سینهاتاپسی پانونیتیا مننکریتی کولهاری | |
| ۲۰۲۰ | بمب لاکسمی                           | راغاو/لاکسامی                 | کیارا ادوانیآشوینی کالسکار                               | |
| ۲۰۲۰ | سوریاوانشی                           | ویر سوریاوانشی                | کاترینا کایف                                             | |
| ۲۰۲۰ | پریتویراج                            | پریتویراج چوهان               | مانوشی چیلار                                             | |
| ۲۰۲۱ | بل باتم                              |                               | لارا دوتاهما قریشی                                       | |
| ۲۰۲۱ | عجیب غریب                            |                               | سارا علی خانسیما بیسواس                                  | |
| ۲۰۲۲ | باچان پاندی                          |                               | کریتی سانونژاکلین فرناندز                                | |
| ۲۰۲۲ | رکشابندان                            |                               | بومی پدنکار                                              | |
| ۲۰۲۲ | عروسک خیمه‌شب‌بازی                     |                               | راکول پریت سینگ                                          | |
| ۲۰۲۲ | رام سیتو                             |                               | ژاکلین فرناندز                                           | |
| ۲۰۲۲ | قهرمان اکشن                          |                               |                                                          | |
| ۲۰۲۳ | سلفی                                 |                               | دیانا پنتی                                               | |
| ۲۰۲۳ | اوه خدای من ۲                        |                               |                                                          | |
| ۲۰۲۳ | مأموریت رانیگانج                     |                               |                                                          | |
| ۲۰۲۴ | استاد بزرگ استاد کوچک                | کاپیتان فیروز، فردی           |                                                          | |
| ۲۰۲۴ | دیوانه                               | ویر ماتره                     |                                                          | |
| ۲۰۲۴ | برای سرگرمی                          | ریشاب مالک                    |                                                          | |
| ۲۰۲۴ | دوباره سینگهام                       | ویر سوریا وانشی               |                                                          | |